# 聖伊格納西奧德阿科斯塔區
聖伊格納西奧德阿科斯塔區（西班牙語：San Ignacio de Acosta），是哥斯達黎加的一個區，位於該國中部聖何塞省，始建於1910年10月27日，面積23.19平方公里，海拔高度1,095米，2011年人口9,016，人口密度每平方公里388.79人。